# ラジオ・ナショナル・ド・ベネズエラ

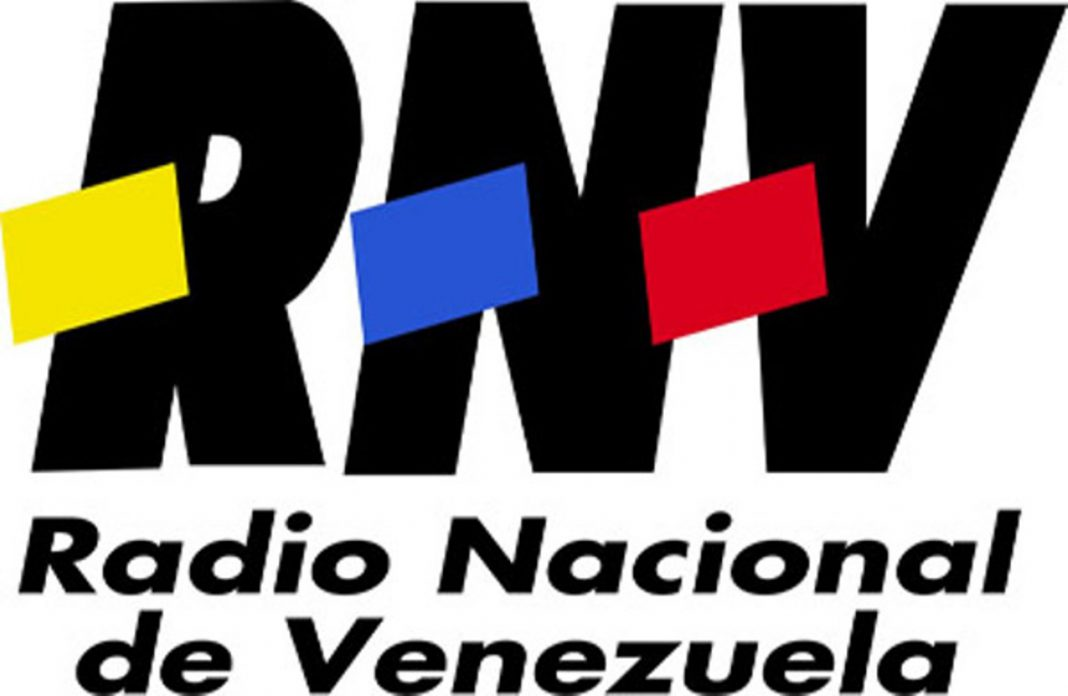

ラジオ・ナショナル・ド・ベネズエラ（Radio Nacional de Venezuela/RNV）はベネズエラの人民権力通信情報省が行っている国営の国際放送である。
1960年代の一時期(「第一期」)を除き、ベネズエラには海外の聴取者を対象とした短波による国際放送局が存在せず、RNVは国内向けの放送局と長らく位置づけられていたが、2002年に反米的な左派政権が対外宣伝部門を新設した事で復活。自前の送信設備(短波)が用いられていた第一期と異なり、RNVのスタジオで制作された番組は同盟国のキューバから発信されている。

## 概要
- ベリカードは近年まで発行していなかった。

## 送信所
- 短波：ハバナ放送(キューバ)の送信所を中継して南北アメリカ大陸・カリブ海地域・欧州・アフリカなど、主に大西洋沿岸の国々に向けて放送中。

## 沿革
- 1935年開局
- ベネズエラ国内の送信所から国内向けの短波放送を実施(1980年代初頭まで)
- 海外向けの短波放送(第一期)が開始されるも短期間で終了(1960年代)
- 左派政権の主導で海外向け放送が復活(第二期)。国内向けの放送網も大幅に拡充(2002年 - 現在)

## 言語
- スペイン語：実際に放送で使用されている言語はスペイン語のみであるが、RNVの公式サイトには英語とポルトガル語に翻訳されたニュース記事が掲載されている。